# Gottfried Franz

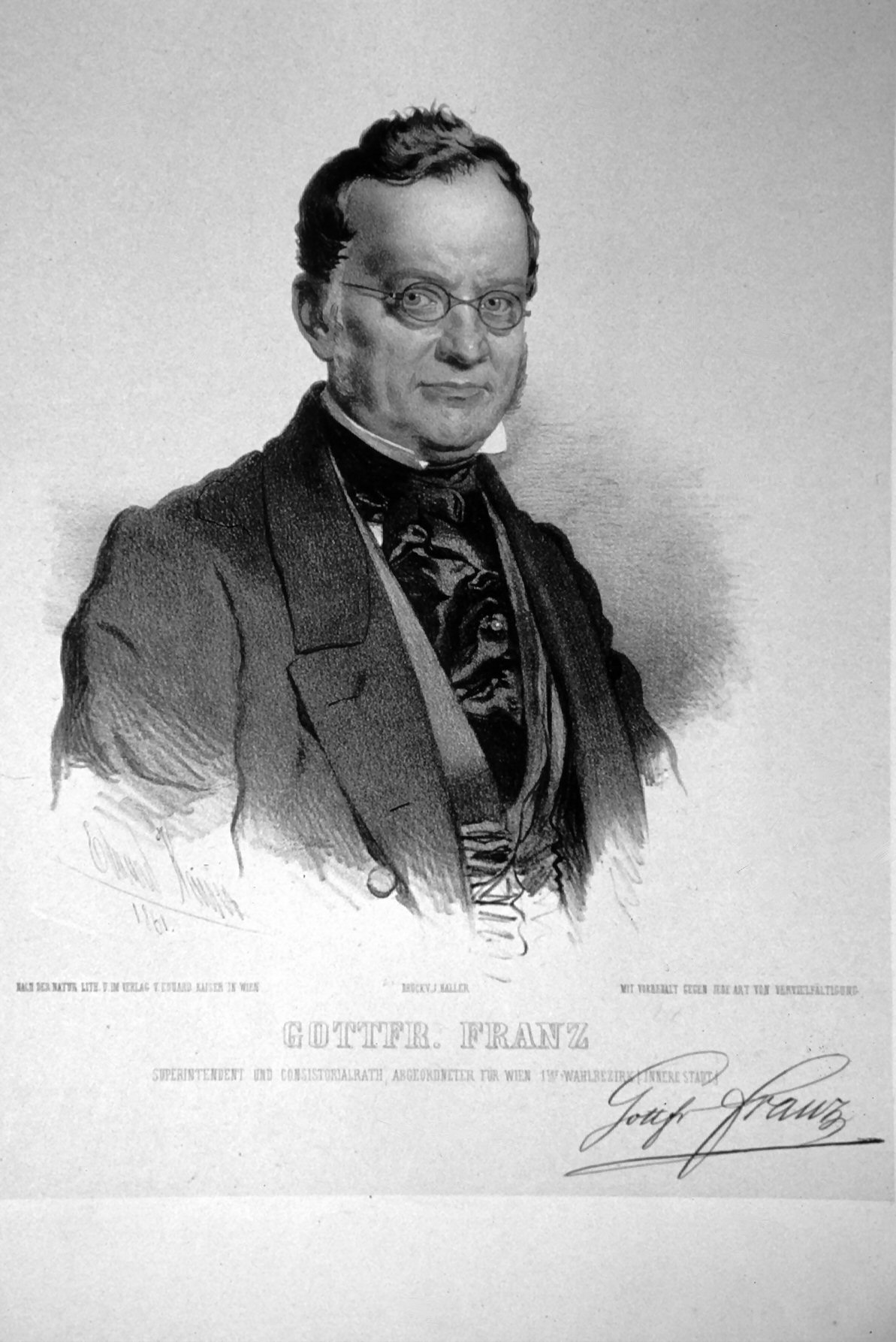
Gottfried Franz, Lithographie von Eduard Kaiser, 1861

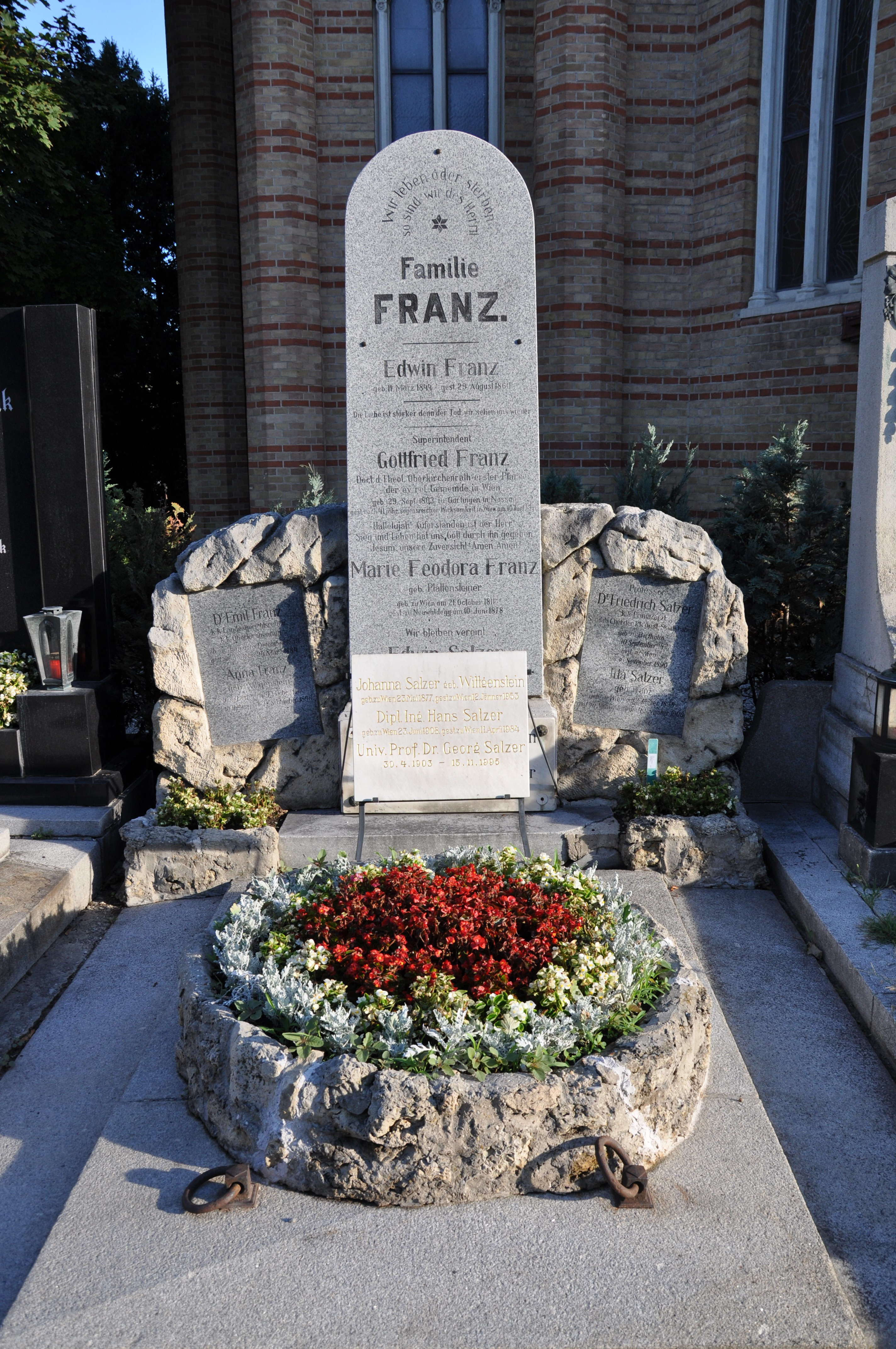
Grab auf dem Evangelischen Friedhof Matzleinsdorf

Gottfried Franz (* 29. September 1803 in Eufingen (heute: Hünfelden); † 10. Juni 1873 in Wien) war ein reformierter Pfarrer und von 1834 bis zu seinem Tod Superintendent der Evangelischen Kirche H. B. in Österreich.

## Leben
Gottfried Franz war der Sohn eines Lehrers und besuchte in Weilburg das Gymnasium. Ab 1824 studierte er dann Philosophie und Theologie an der Eberhard Karls Universität Tübingen, wo gerade Karl von Hase als Privatdozent wirkte, sowie bei Johann Gottfried Eichhorn und Gottlieb Jakob Planck an der Georg-August-Universität Göttingen. Während seines Studiums wurde er 1821 Mitglied der Burschenschaft Germania Tübingen. Eine praktische Ausbildung erhielt er am Predigerseminar in Herborn. Anschließend wirkte er als Kandidat im Herzogtum Nassau. 
Auf Empfehlung des Theologen Ludwig Hüffell wurde Gottfried Franz 1829 Pfarrer in der Reformierten Stadtkirche in Wien. Vier Jahre später heiratete er die Wienerin Maria Feodora Plankensteiner. Ihr gemeinsamer Sohn war der Journalist und Jurist Rudolf von Franz. 1838 wurde Gottfried Franz als Nachfolger von Justus Hausknecht reformierter Superintendent und bekleidete damit das höchste Amt in der Evangelischen Kirche H.B. in Österreich. 1848 war Franz maßgeblich an der evangelischen Kirchenverfassung Österreichs beteiligt. 
Das Protestantenpatent von 1861, das den evangelischen Kirchen in Österreich annähernd eine rechtliche Gleichstellung mit der römisch-katholischen Kirche brachte, fällt in seine Amtszeit. Im selben Jahr wurde Gottfried Franz für eine Gesetzgebungsperiode in den Landtag von Niederösterreich gewählt, lehnte jedoch später eine Kandidatur für den Reichsrat ab. 1863 erhielt er die Ehrendoktorwürde der evangelisch-theologischen Fakultät der Universität Wien.
Auf der ersten Generalsynode der Evangelischen Kirche A. u. H. B. im Jahr 1864 wurde Franz zu einem der beiden Vorsitzenden bestimmt. Die auf dieser Synode beschlossene Kirchenverfassung mit ihrer presbyterial-synodalen Grundstruktur basiert auch auf seinen Vorschlägen. Gottfried Franz war auch an der Gründung eines österreichischen Zweigs der Gustav-Adolf-Stiftung beteiligt, dem er als Obmann vorstand. 
Sein Nachfolger als Superintendent wurde Erhard Buschbeck. Das Grab von Gottfried Franz befindet sich am Evangelischen Friedhof Matzleinsdorf (direkt hinter der Kirche), für dessen Errichtung er sich eingesetzt hatte.